# Siran (Hérault)

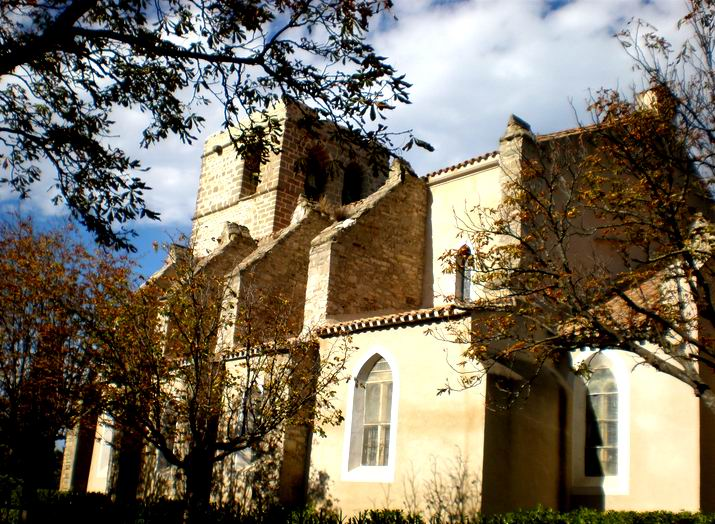
Kościół w Siran, 2008

Siran – miejscowość i gmina we Francji, w regionie Oksytania, w departamencie Hérault. Przez miejscowość przepływają rzeki Cesse oraz Ognon.
Według danych na rok 1990 gminę zamieszkiwały 544 osoby, a gęstość zaludnienia wynosiła 26 osób/km² (wśród 1545 gmin Langwedocji-Roussillon Siran plasuje się na 496. miejscu pod względem liczby ludności, natomiast pod względem powierzchni na miejscu 357.).

## Populacja

Populacja Siran w latach 1962-2008